# Герцог Аргайл

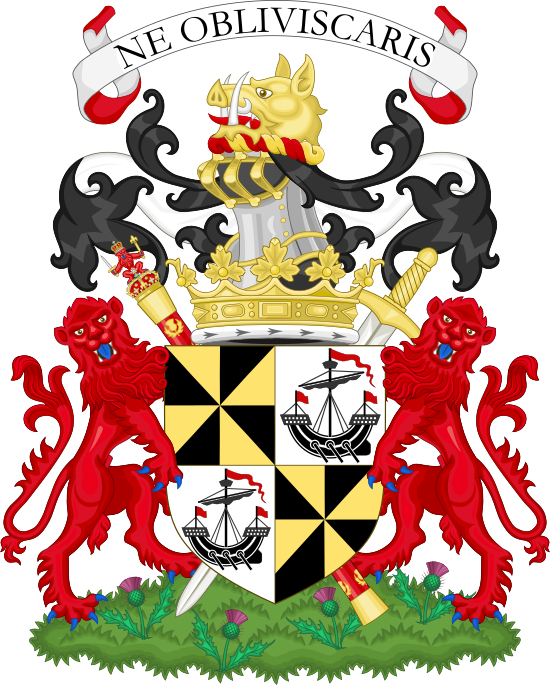
Герб герцогов Аргайл

Герцог Аргайл (англ. Duke of Argyll) — пэрский титул, созданный в 1701 в пэрстве Шотландии и в 1892 году пэрстве Великобритании. Титул носят представители рода Кэмпбеллов. Также существуют титулы графа и маркиза Аргайл. В качестве титула учтивости для наследников используются титулы маркиза Лорна и графа Аргайла.

## История титула
Титул герцога Аргайла был создан в пэрстве Шотландии 23 июня 1701 года для Арчибальда Кэмпбелла (25 июля 1658 — 25 сентября 1703), 10-й графа Аргайла. Его старший сын, Джон Кэмпбелл (10 октября 1680 — 4 октября 1743), 2-й герцог Аргайл, был сторонником Ганноверской династии и лидером подавления якобитских восстаний в Шотландии, за что получил титул герцога Гринвича. Он участвовал в войне в Испании, а в 1736 году стал фельдмаршалом. Он оставил только дочерей, поэтому титул после его смерти унаследовал его брат Арчибальд (июнь 1682 — 15 апреля 1761), не оставивший детей, а затем — Джон Кэмпбелл  (ок. 1693 — 9 ноябрь 1770), барон Сэридж, который был сыном Джона Кэмпбелла, младшего брата 1-го герцога. Его потомки носят титул и сейчас. Джордж Дуглас Кэмпбелл (30 апреля 1823 — 24 апреля 1900), 8-й герцог Аргайл, в 1892 году получил также титул герцога Аргайла в пэрстве Великобритании.
В настоящее время герцогом Аргайлом является Торквил Иан Кэмпбелл (род. 29 мая 1968), 13-й герцог Аргайл, его наследником является Арчи Фредерик Кэмпбелл (род. 9 марта 2004), который носит титул учтивости «маркиз Лорн».

## Герцоги Аргайл
Герцоги Аргайл: пэрство Шотландии (1701)
- 1701—1703: Арчибальд Кэмпбелл (25 июля 1658 — 25 сентября 1703), 10-й граф Аргайл, 10-й барон Лорн, 11-й барон Кэмпбелл, 4-й барон Кинтайр, 3-й баронет Кэмпбелл из Ланди с 1689, 1-й герцог Аргайл, 1-й маркиз Кинтайр и Лорн, 1-й граф Кэмпбелл и Коуэлл, 1-й виконт Лочоу и Гленила, 1-й барон Инверайри, Мулл, Моверн и Тайри с 1701, лорд-казначей Шотландии с 1696[1]
- 1703—1743: Джон Кэмпбелл (10 октября 1680 — 4 октября 1743), 2-й герцог Аргайл, 2-й маркиз Кинтайр и Лорн, 11-й граф Аргайл, 2-й граф Кэмпбелл и Коуэлл, 2-й виконт Лочоу и Гленила, 2-й барон Инверайри, Мулл, Моверн и Тайри, 11-й барон Лорн, 12-й барон Кэмпбелл, 5-й барон Кинтайр, 4-й баронет Кэмпбелл из Ланди с 1703, 1-й граф Гринвич, 1-й барон Грэтем с 1705, 1-й герцог Гринвич с 1719, фельдмаршал, сын предыдущего[2]
- 1743—1761: Арчибальд Кэмпбелл (июнь 1682 — 15 апреля 1761), 3-й герцог Аргайл, 3-й маркиз Кинтайр и Лорн, 12-й граф Аргайл, 3-й граф Кэмпбелл и Коуэлл, 3-й виконт Лочоу и Гленила, 3-й барон Инверайри, Мулл, Моверн и Тайри, 12-й барон Лорн, 13-й барон Кэмпбелл, 6-й барон Кинтайр, 5-й баронет Кэмпбелл из Ланди с 1743, брат предыдущего[3]
- 1761—1770: Джон Кэмпбелл (ок. 1693 — 9 ноябрь 1770), 4-й герцог Аргайл, 4-й маркиз Кинтайр и Лорн, 13-й граф Аргайл, 4-й граф Кэмпбелл и Коуэлл, 4-й виконт Лочоу и Гленила, 4-й барон Инверайри, Мулл, Моверн и Тайри, 13-й барон Лорн, 14-й барон Кэмпбелл, 7-й барон Кинтайр, 6-й баронет Кэмпбелл из Ланди с 1761, генерал, двоюродный брат предыдущего[4]
- 1770—1806: Джон Кэмпбелл (июнь 1723 — 24 мая 1806), 1-й барон Сандридж с 1766, 5-й герцог Аргайл, 5-й маркиз Кинтайр и Лорн, 14-й граф Аргайл, 5-й граф Кэмпбелл и Коуэлл, 5-й виконт Лочоу и Гленила, 5-й барон Инверайри, Мулл, Моверн и Тайри, 14-й барон Лорн, 15-й барон Кэмпбелл, 8-й барон Кинтайр, 7-й баронет Кэмпбелл из Ланди с 1770, фельдмаршал, сын предыдущего[5]
- 1806—1839: Джордж Уильям Кэмпбелл (22 сентября 1768 — 22 октября 1839), 3-й барон Гамильтон из Гамельдона с 1799, 6-й герцог Аргайл, 6-й маркиз Кинтайр и Лорн, 15-й граф Аргайл, 6-й граф Кэмпбелл и Коуэлл, 6-й виконт Лочоу и Гленила, 6-й барон Инверайри, Мулл, Моверн и Тайри, 15-й барон Лорн, 16-й барон Кэмпбелл, 9-й барон Кинтайр, 2-й барон Сандридж, 8-й баронет Кэмпбелл из Ланди с 1806, сын предыдущего[6]
- 1839—1847: Джон Дуглас Эдвард Генри Кэмпбелл (21 декабря 1777 — 25 апреля 1847), 7-й герцог Аргайл, 7-й маркиз Кинтайр и Лорн, 16-й граф Аргайл, 7-й граф Кэмпбелл и Коуэлл, 7-й виконт Лочоу и Гленила, 7-й барон Инверайри, Мулл, Моверн и Тайри, 16-й барон Лорн, 17-й барон Кэмпбелл, 10-й барон Кинтайр, 3-й барон Сандридж, 4-й барон Гамильтон из Гамельдона, 9-й баронет Кэмпбелл из Ланди с 1839, брат предыдущего[7]

Герцоги Аргайл: пэрство Шотландии (1701) и пэрство Великобритании (1892)
- 1847—1900: Джордж Дуглас Кэмпбелл (30 апреля 1823 — 24 апреля 1900), 8-й герцог Аргайл, 8-й маркиз Кинтайр и Лорн, 17-й граф Аргайл, 8-й граф Кэмпбелл и Коуэлл, 8-й виконт Лочоу и Гленила, 8-й барон Инверайри, Мулл, Моверн и Тайри, 17-й барон Лорн, 16-й барон Кэмпбелл, 11-й барон Кинтайр, 4-й барон Сандридж, 5-й барон Гамильтон из Гамельдона, 10-й баронет Кэмпбелл из Ланди с 1847, 1-й герцог Аргайл (пэрство Великобритании) с 1892, сын предыдущего[8]
- 1900—1914: Джон Джордж Эдвард Генри Дуглас Сатерленд Кэмпбелл (6 августа 1845 — 2 мая 1914), 9-й герцог Аргайл (пэрство Шотландии) и 2-й герцог Аргайл (пэрство Великобритании), 9-й маркиз Кинтайр и Лорн, 18-й граф Аргайл, 9-й граф Кэмпбелл и Коуэлл, 9-й виконт Лочоу и Гленила, 9-й барон Инверайри, Мулл, Моверн и Тайри, 18-й барон Лорн, 17-й барон Кэмпбелл, 12-й барон Кинтайр, 5-й барон Сандридж, 6-й барон Гамильтон из Гамельдона, 11-й баронет Кэмпбелл из Ланди с 1900, сын предыдущего[9]
- 1914—1949: Нейл Диармид Кэмпбелл (16 февраля 1872 — 20 августа 1949), 10-й герцог Аргайл (пэрство Шотландии) и 3-й герцог Аргайл (пэрство Великобритании), 10-й маркиз Кинтайр и Лорн, 19-й граф Аргайл, 10-й граф Кэмпбелл и Коуэлл, 10-й виконт Лочоу и Гленила, 10-й барон Инверайри, Мулл, Моверн и Тайри, 19-й барон Лорн, 18-й барон Кэмпбелл, 13-й барон Кинтайр, 6-й барон Сандридж, 7-й барон Гамильтон из Гамельдона, 12-й баронет Кэмпбелл из Ланди с 1914, племянник предыдущего[10]
- 1949—1973: Иан Дуглас Кэмпбелл (18 июня 1903 — 7 апреля 1973), 11-й герцог Аргайл (пэрство Шотландии) и 4-й герцог Аргайл (пэрство Великобритании), 11-й маркиз Кинтайр и Лорн, 20-й граф Аргайл, 11-й граф Кэмпбелл и Коуэлл, 11-й виконт Лочоу и Гленила, 11-й барон Инверайри, Мулл, Моверн и Тайри, 20-й барон Лорн, 19-й барон Кэмпбелл, 14-й барон Кинтайр, 7-й барон Сандридж, 8-й барон Гамильтон из Гамельдона, 13-й баронет Кэмпбелл из Ланди с 1949, правнук 8-го герцога[11]
- 1973—2001: Иан Кэмпбелл (28 августа 1937 — 21 апреля 2001), 12-й герцог Аргайл (пэрство Шотландии) и 5-й герцог Аргайл (пэрство Великобритании), 12-й маркиз Кинтайр и Лорн, 21-й граф Аргайл, 12-й граф Кэмпбелл и Коуэлл, 12-й виконт Лочоу и Гленила, 12-й барон Инверайри, Мулл, Моверн и Тайри, 21-й барон Лорн, 20-й барон Кэмпбелл, 15-й барон Кинтайр, 8-й барон Сандридж, 9-й барон Гамильтон из Гамельдона, 14-й баронет Кэмпбелл из Ланди с 1973, сын предыдущего[11]
- с 2001: Торквил Иан Кэмпбелл (род. 29 мая 1968), 13-й герцог Аргайл (пэрство Шотландии) и 6-й герцог Аргайл (пэрство Великобритании), 13-й маркиз Кинтайр и Лорн, 22-й граф Аргайл, 13-й граф Кэмпбелл и Коуэлл, 13-й виконт Лочоу и Гленила, 13-й барон Инверайри, Мулл, Моверн и Тайри, 22-й барон Лорн, 21-й барон Кэмпбелл, 16-й барон Кинтайр, 9-й барон Сандридж, 10-й барон Гамильтон из Гамельдона, 15-й баронет Кэмпбелл из Ланди с 2001, сын предыдущего[12]
  - Арчи Фредерик Кэмпбелл (род. 9 марта 2004), маркиз Лорн, сын предыдущего[13]